# Площадь Князя Ярослава Осмомысла (Львов)
Площадь Князя Ярослава Осмомысла (укр. Площа Князя Ярослава Осмомисла) расположена в Галицком районе Львова, в северной части исторического центра города, северо-западнее площади Рынок и северо-восточнее Львовской оперы, на правом берегу реки Полтва. Она относится к мировому наследию ЮНЕСКО как часть объекта «Ансамбль исторического центра Львова».
К площади Князя Ярослава Осмомысла примыкают улицы Подмурная, Богдана Хмельницкого, Ивана Гонты, Краковская, Театральная, Торговая и Старая, а также площадь Ризны.

## История
Площадь Князя Ярослава Осмомысла сформировалась после того, как стали разбирать стены, окружавшие центральные кварталы древнего Львова. Возникла она при бывших Краковских воротах; от неё на север простирался пригород, заселённый преимущественно евреями. От ворот и от восточной части площади в прошлом начиналась Волынская дорога, также известная как Жовковская (нынешняя улица Богдана Хмельницкого). К восточной части площади Ярослава Осмомысла примыкает одна из древнейших площадей Львова — Звенигородская, которая связывается с ней лестницей и располагается приблизительно на 3,5 метра выше.

## Застройка
В архитектурном ансамбле площади святого Князя Ярослава Осмомысла преобладают трёх- и четырёхэтажные дома конца XIX — начала XX веков, построенные в стиле венского классицизма. Нумерация домов на площади ведётся от улицы Богдана Хмельницкого. Несколько зданий, расположенных на площади, внесено в Реестр памятников архитектуры местного значения.

### Дома
№ 2 — здесь до 1939 года располагался магазин кожевенных изделий Шляйфера, в советский и поныне в этом доме работает Львовское транспортное агентство, занимающееся грузовыми перевозками.
№ 3 — в доме в 1950-х работала мастерская артели «Хутровик», ныне — кафе-бар «Перлина Львова».
№ 7 — жилой дом, внесённый в Реестр памятников архитектуры местного значения под № 864.
№ 8 — в советский период здесь работал хлебный магазин, ныне — продуктовый магазин торговой сети «Эколан». Дом внесён в Реестр памятников архитектуры местного значения под № 865.
№ 9 — в доме в 1950—1960 годах размещалась мастерская по ремонту швейных машин. Здание внесено в Реестр памятников архитектуры местного значения под № 866.
№ 10 — в доме в 1950-х годах работала мастерская по ремонту мебели, в 1970—1980 годах — ателье по пошиву занавесок. Он внесён в Реестр памятников архитектуры местного значения под № 867.
№ 11 — в польский период в этом доме располагался магазин модных товаров Вайнреба, в советские времена — магазин «Посуда». Дом внесён в Реестр памятников архитектуры местного значения под № 868.
№ 20 — в польский период в этом доме работал ресторан Деборы Адлер.
Кроме того, на площадь выходит задний фасад Национального академического украинского драматического театра имени Марии Заньковецкой, а к северной стороне площади прилегает рынок «Добробут».

## Транспорт
Площадь Князя Ярослава Осмомысла — важный транспортный узел: через неё осуществляется проезд из центральной и юго-восточной части Львова в северную и северо-западную часть города.